# Pteridină
Pteridina este un compus heterociclic aromatic care este alcătuit dintr-un nucleu pirimidinic fuzionat cu unul pirazinic. Pteridinele sunt derivați care conțin acest nucleu aromatic, iar pterinele și flavinele sunt derivați pteridinici ce prezintă activitate biologică.

## Obținere
Pteridina se obține în urma reacției de condensare dintre 4,5-diaminopirimidină și glioxal: